# Harpuna
Harpuna je nástroj podobný oštěpu, který se používá k lovu ryb, velryb, ploutvonožců a jiných vodních zvířat. Někdy se harpuna používala i jako zbraň. Násada harpuny bývala obvykle dřevěná, čepel kostěná, kamenná (méně často) a později převážně kovová. Čepel obsahuje jeden nebo více zpětných hrotů či háků, které brání tomu, aby ze zasaženého zvířete mohla být snadno vytažena. Harpuna bývá také obvykle vybavena provazem, za níž ji může lovec chytit a zabránit tomu, aby zasažené zvíře odplavalo.
Harpuna vznikla již v paleolitu. Nejstarší nálezy pocházejí z oblasti dnešní Demokratické republiky Kongo a odhaduje se, že jsou asi 90 000 let staré. Původním účelem harpun byl lov ryb, později se přidalo i velrybaření. Koncem 19. století se zavedly výbušné harpuny vystřelované z děl.

## Galerie

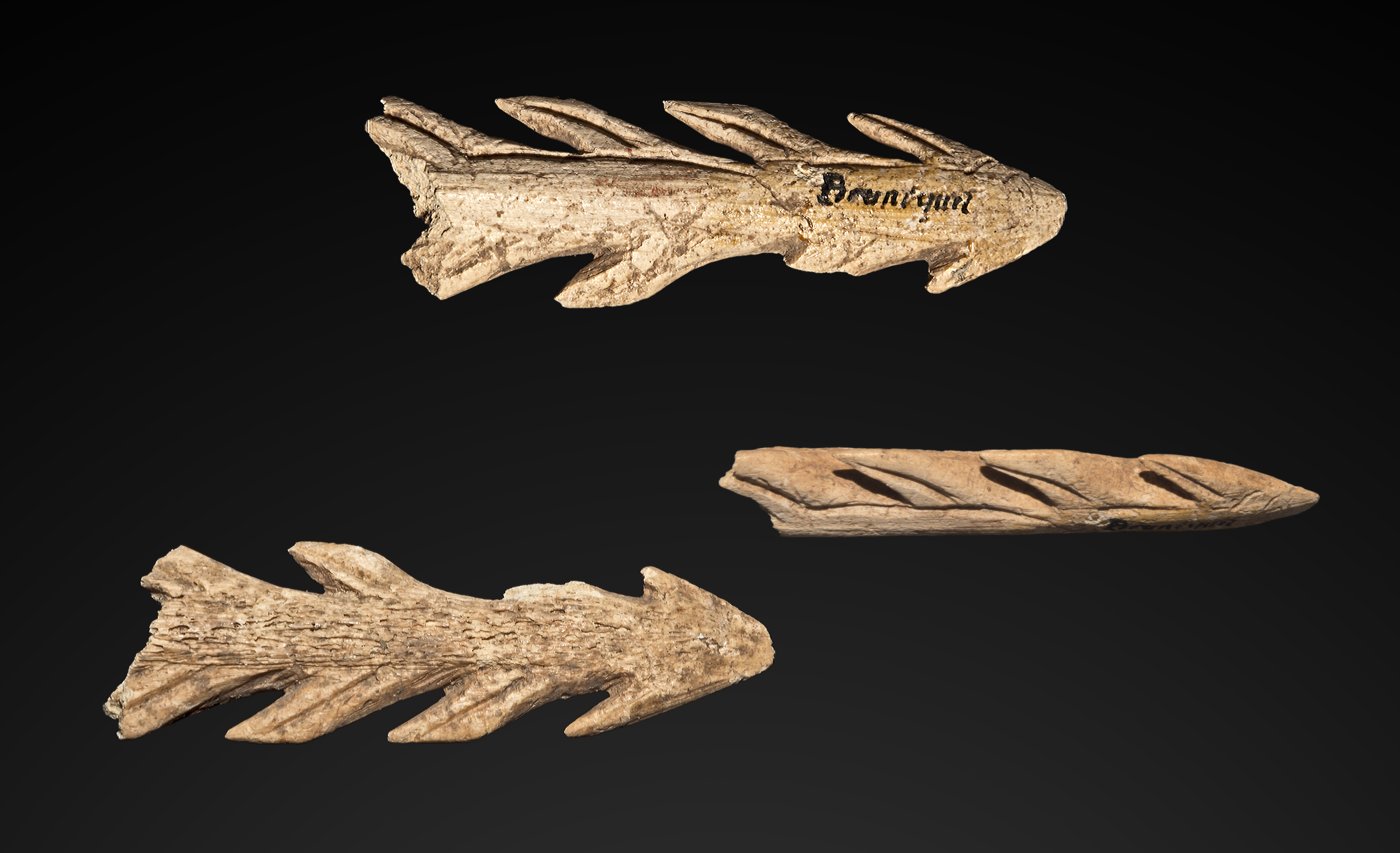
Kostěné hroty pravěkých harpun
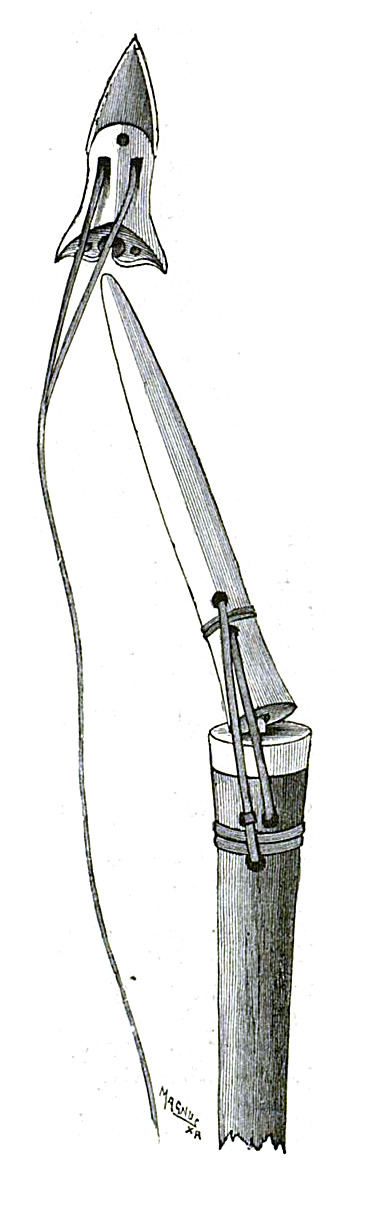
Inuitská skládaná harpuna
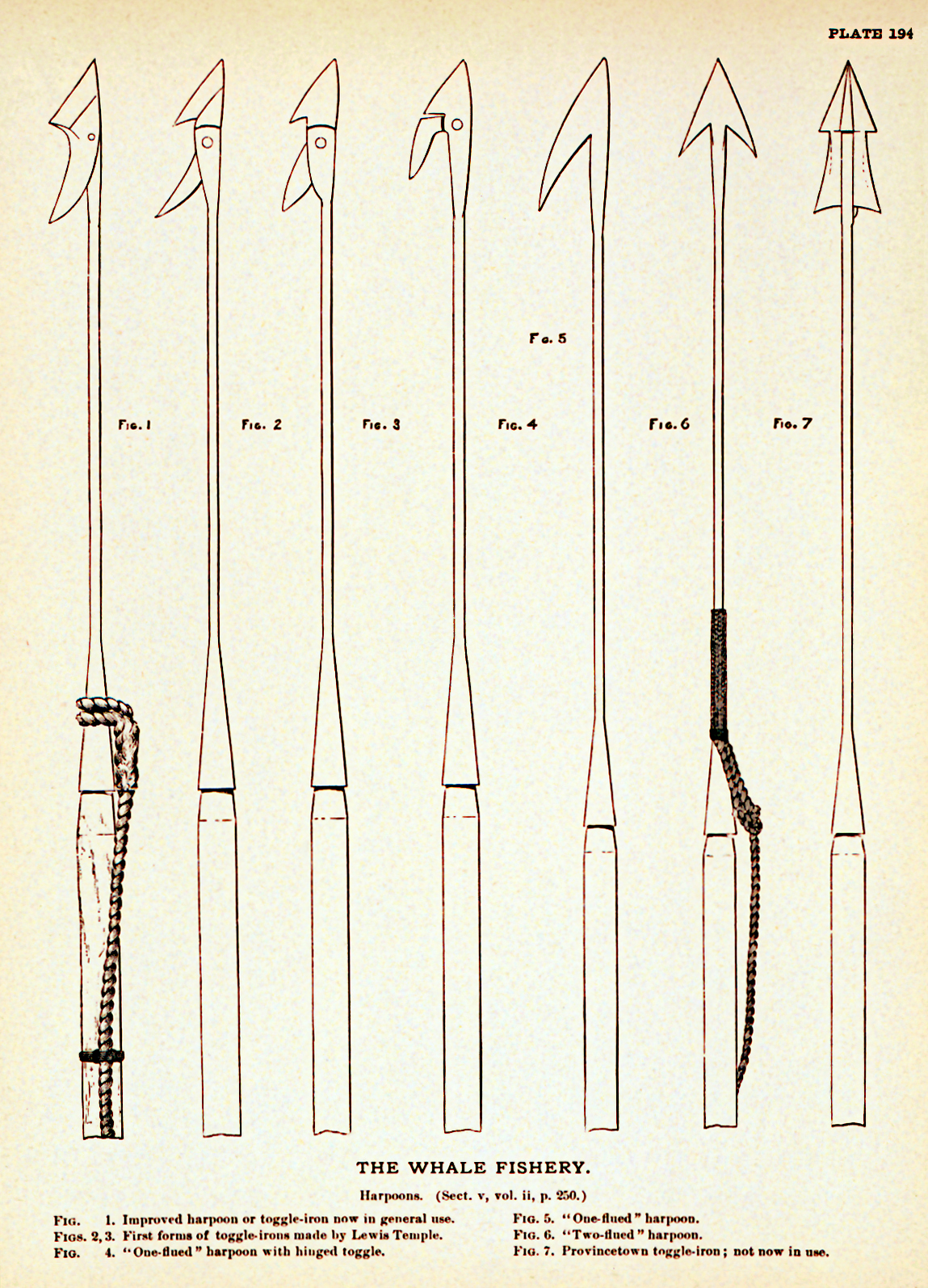
Velrybářské harpuny z 19. století
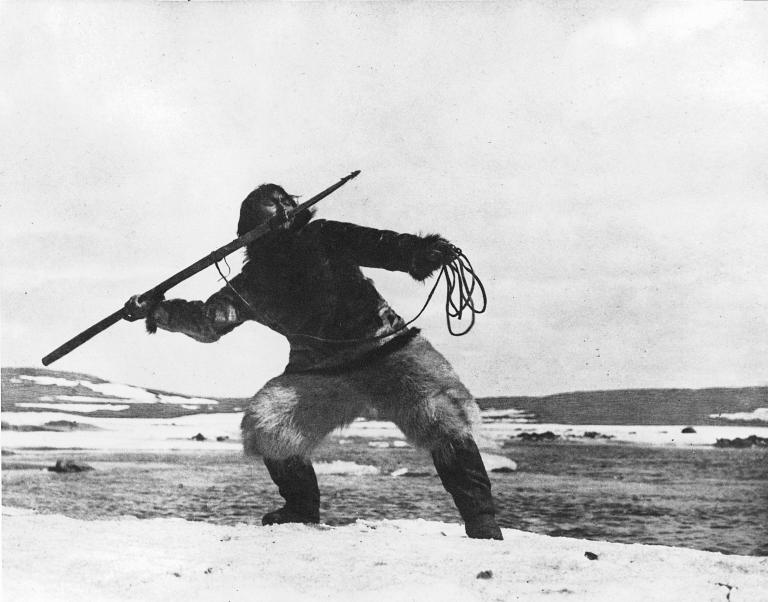
Inuitský harpunář
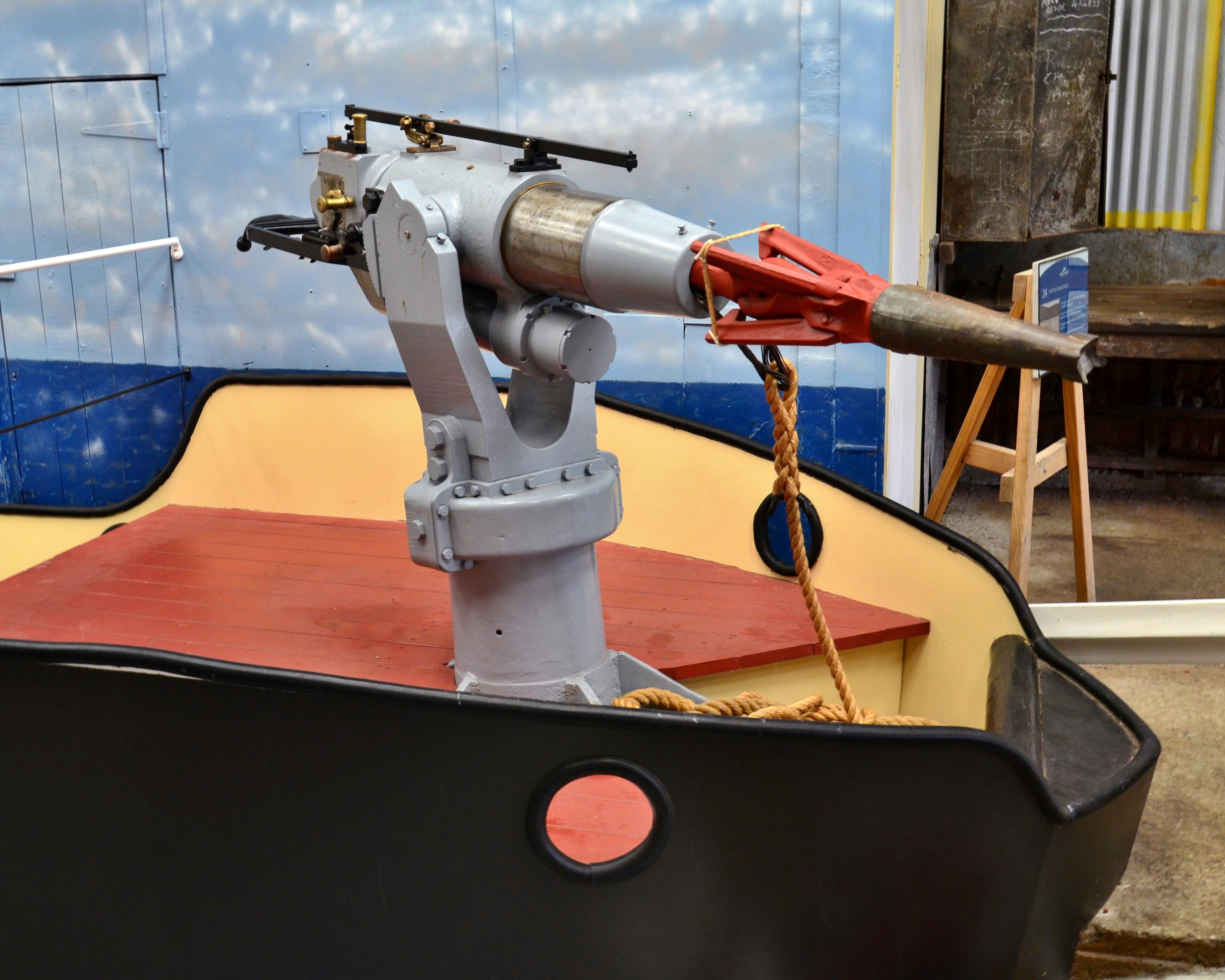
Harpunové dělo